# 矢守城

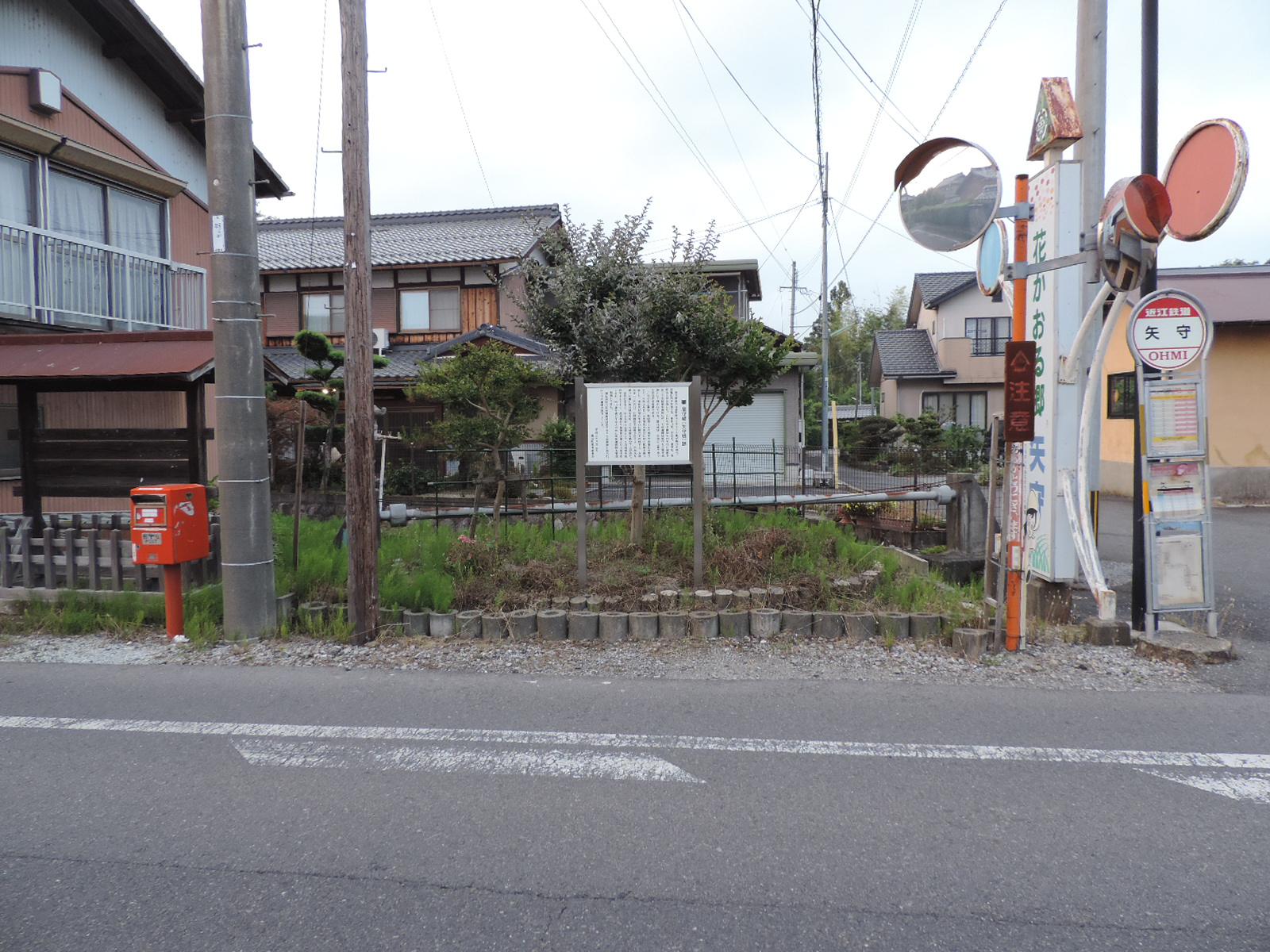
矢守城（屋守城）跡1

矢守城（やもりじょう）は、滋賀県愛知郡愛荘町矢守にあった中世の日本の城。戦国時代には近江の戦国大名・六角氏の支城として機能し、家臣である杉立氏が城主を務めた。もともとは矢守氏や賀藤氏など在地の土豪が拠点としていた地域であり、城の築城とともに彼らは六角氏の傘下に組み込まれていった。

## 概要
矢守城は、旧安壺川（あんつぼがわ）と竹藪に囲まれた自然地形を利用して築かれた。現在も、杉立家の屋敷が城跡とされる場所に残されており、藪の中にかつての土塁跡がわずかに残存する。安壺川を挟んだ南東にも、土塁と思われる土盛りや藪地があり、別の屋敷跡、特に賀藤氏の館跡であった可能性が高い。
城の構造は、堀と土塁で囲まれた中世の「館城」形式であり、石垣や天守閣を備えた近世城郭とは異なる。

## 歴史

### 矢守氏と賀藤氏の時代
中世初期から矢守地域には、地名を名字とする矢守氏と、近隣の賀藤氏という在地豪族が居住していた。彼らは荘園領主や戦国大名の勢力下で地域の統治を担い、武装した土豪として活動していたと考えられている。
矢守氏については詳細な系譜は不明であるが、矢守・島川地域を支配し、のちに六角氏に仕える形で勢力を保っていたとされる。賀藤氏は、天台宗寺院・金剛輪寺に残る「下倉米銭下用帳」に名が記されており、文書上の裏付けがある。

### 杉立氏の入部と城の整備

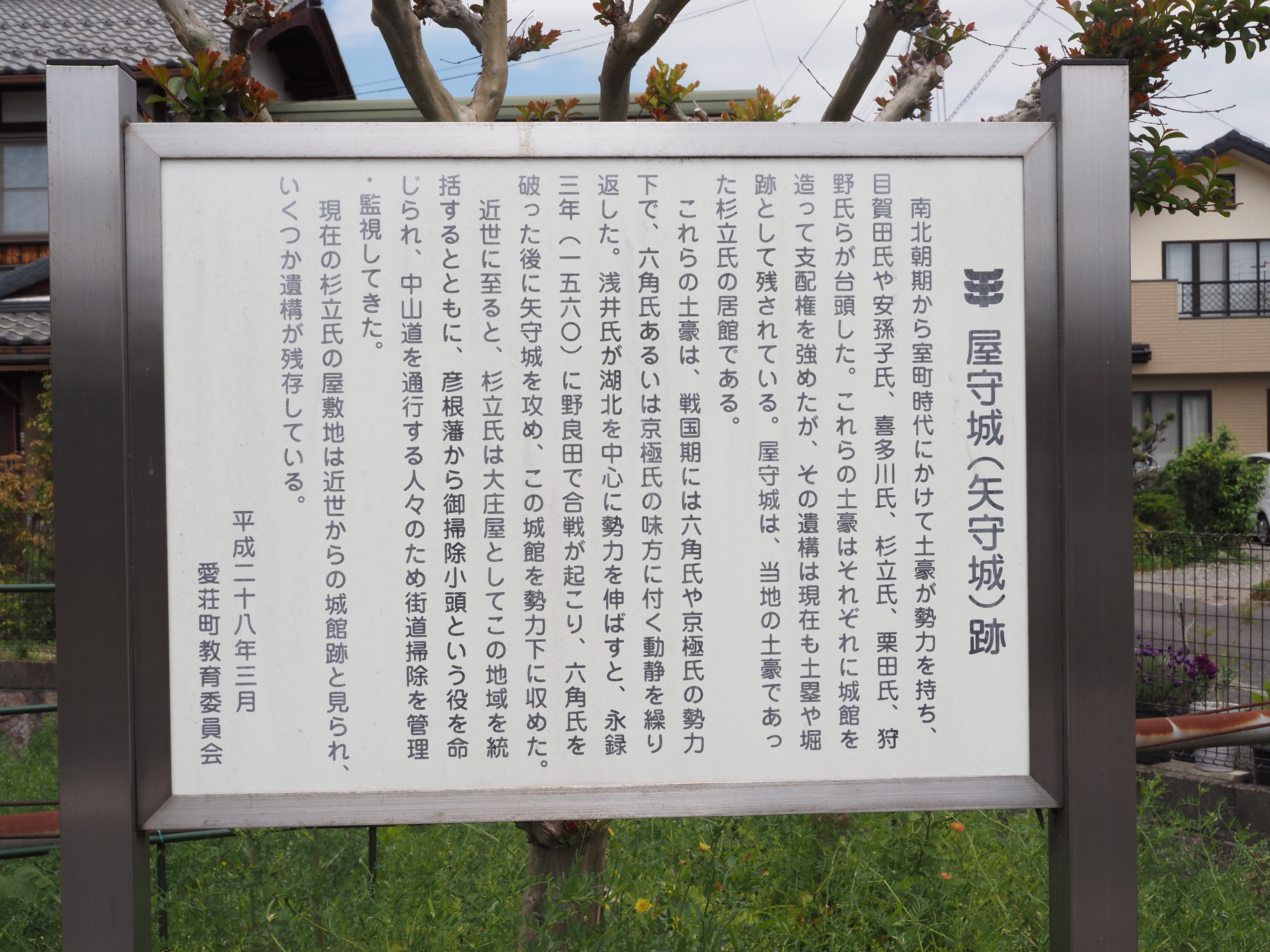
矢守城（屋守城）跡2

後に、六角氏の有力家臣である杉立石見守（すぎたて いわみのかみ）が矢守に入部し、城主となる。このとき矢守氏や賀藤氏らは杉立氏に従い、被官として取り込まれたとされる。矢守城はこの過程で、六角氏の出城（支城）として整備され、近隣の支配拠点となった。

### 野良田の合戦と矢守城の落城
永禄3年（1560年）、六角氏と浅井氏との間で野良田の合戦が勃発。この戦いでは浅井氏が勝利し、六角方の支城や在地武士たちは次々と崩壊。矢守城も浅井軍の攻撃を受け、城主・杉立石見守とその子が討死した。これにより、矢守城は廃城となったと考えられている。

## 周辺の中世城館
矢守城の周囲には、島川城・畑田城・平居城・安孫子城など、同様に在地土豪が築いた中世の館城が複数存在する。これらの土豪たちは、戦国大名に仕えるかたちで生き残りを図ったが、情勢の変化とともに多くは没落した。

## 遺構
現在、矢守城跡には杉立家の屋敷が残るほか、藪の中にわずかに土塁跡が確認されている。城郭の明瞭な遺構は少なく、土地の形状と伝承をもとにその位置や構造が推定されている。